# Boris III di Bulgaria
Boris III di Bulgaria (nome completo: Boris Clemens Robert Maria Pius Ludwig Stanislaus Xavier di Sassonia-Coburgo-Gotha, in bulgaro Борис Клемент Роберт Мария Пий Станислав Сакскобургготски) (Sofia, 30 gennaio 1894 – Sofia, 28 agosto 1943) è stato zar di Bulgaria dal 3 ottobre 1918 fino alla sua morte.
Boris divenne re dopo l'abdicazione di suo padre, seguita alla sconfitta del Bulgaria nella prima guerra mondiale, che fu la seconda grande disfatta per il Paese in soli cinque anni, dopo la disastrosa seconda guerra balcanica: con il trattato di Neuilly, infatti, il Regno di Bulgaria fu costretto a cedere i territori conquistati ai propri vicini e a pagare pesanti danni di guerra, mettendo così in crisi la propria stabilità politica ed economica.
Boris III ascesa al trono In queste circostanze, a soli ventiquattro anni. Sposò la principessa Giovanna di Savoia, figlia di re Vittorio Emanuele III di Savoia, ad Assisi nel 1930.

## Biografia

### Infanzia e giovinezza

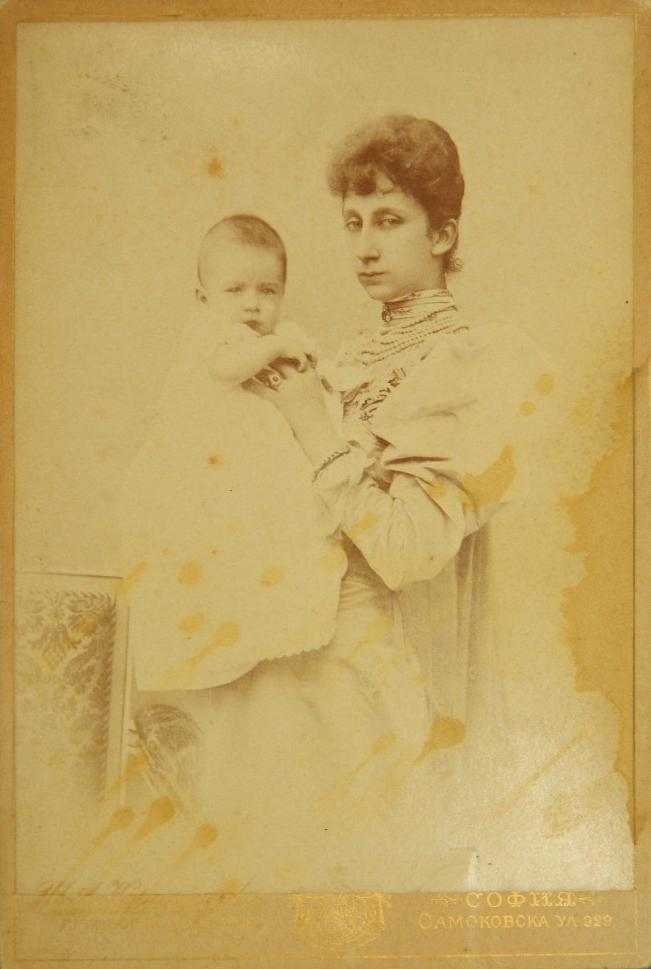
Boris con la madre Maria Luisa nel 1894

Boris nacque il 30 gennaio 1894 a Sofia, figlio primogenito dell'allora principe Ferdinando di Bulgaria e di sua moglie, la principessa Maria Luisa. Per parte di padre egli era il primo principe ereditario di Bulgaria (e futuro sovrano) nato entro i confini dello stato, pur avendo parentele che lo legavano profondamente alle principali casate regnanti d'Europa.
Sua nonna paterna era Clementina d'Orléans, figlia del re dei Francesi Luigi Filippo, mentre suo padre stesso era cugino di primo grado con la regina Vittoria, con suo marito Alberto di Sassonia-Coburgo-Gotha, con l'imperatrice Carlotta del Messico e con suo fratello, il re Leopoldo II del Belgio.
Sua madre, Maria Luisa, era invece la figlia primogenita di Roberto I di Borbone-Parma, duca in esilio di Parma, Piacenza e Guastalla. Boris era quindi nipote dei principi Sisto e Saverio di Borbone-Parma, nonché dell'imperatrice Zita, moglie dell'imperatore Carlo I d'Austria.

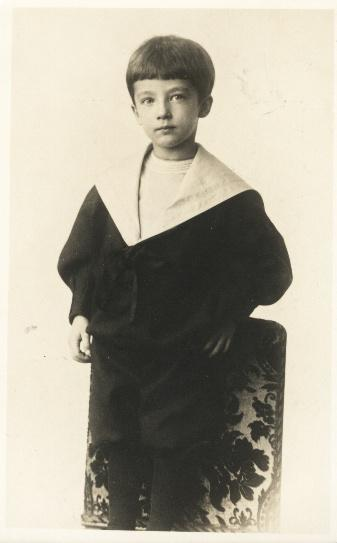
Il principe ereditario Boris di Bulgaria, all'età di 5 anni, in una fotografia del 1899

Nel febbraio 1896 suo padre trovò il modo di riconciliare la Bulgaria con la Russia con la conversione del principe Boris dalla fede cattolica a quella ortodossa, mossa avversata con decisione da Maria Luisa, moglie di Ferdinando, la quale non solo era molto pia, ma era imparentata con la famiglia imperiale austriaca, una delle più cattoliche in Europa. Per ovviare a questo problema, Ferdinando scelse dunque di crescere tutti gli altri suoi figli secondo la fede cattolica. Lo zar Nicola II di Russia divenne quindi padrino di Boris e lo incontrò per la prima volta durante il viaggio della famiglia reale bulgara a San Pietroburgo nel luglio 1898.
Boris ricevette la sua prima educazione nella cosiddetta "Scuola di palazzo" fondata dal padre Ferdinando nel 1908 per la sola istruzione dei suoi figli. Successivamente Boris si diplomò alla Scuola Militare di Sofia e prese parte alle guerre balcaniche. Durante la prima guerra mondiale prestò servizio come ufficiale di Stato Maggiore dell'esercito bulgaro sul fronte macedone. Nel 1916 venne promosso colonnello e divenne addetto al gruppo d'armate del Feldmaresciallo tedesco von Mackensen, oltre che nella III armata bulgara, per le operazioni contro la Romania.

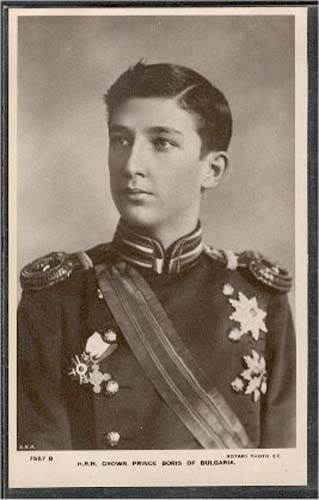
Boris all'età di quindici anni circa

L'impegno di Boris fu molto apprezzato, sebbene i rapporti con Mackensen e il comandante della III armata, il luogotenente generale Stefan Tošev non fossero sempre ottimi. Per il suo coraggio e l'esempio personale che dimostrò durante lo scontro, seppe guadagnarsi il rispetto delle truppe, oltre che dei comandanti tedeschi e bulgari, tra i quali spiccava certamente Erich Ludendorff, che si incontrò diverse volte con Boris per complimentarsi con lui. Nel 1918 divenne maggiore generale e, all'abdicazione del padre, ascese al trono il 3 ottobre 1918 col nome di Boris III.

### Zar di Bulgaria
L'anno successivo all'ascesa di Boris al trono, Aleksandăr Stambolijski dell'Unione Agraria Popolare Bulgara venne eletto primo ministro. Molto amato dalle classi contadine, Stambolijski arrivò a un enorme potere popolare che prescindeva dalla sua carica istituzionale. Nel 1923 Boris approvò quindi il primo colpo di Stato bulgaro per porre fine al governo di Stambolijski. Il 1925 vide una breve guerra di confine, conosciuta col nome di "incidente di Petrič", contro la Grecia, che però venne risolto dall'allora Società delle Nazioni. Sempre nel 1925 vennero organizzati due attentati alla vita di Boris, entrambi falliti, sebbene la matrice venne rivelata di natura comunista e agraria.

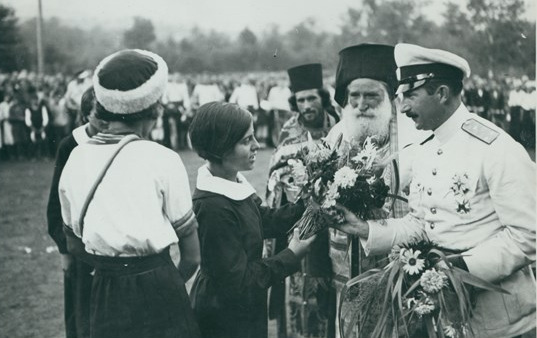
Boris III di Bulgaria con il metropolita Neofito a Berkovica nel 1934

Il 19 maggio 1934 l'organizzazione militare bulgara Zveno, con un colpo di Stato, stabilì una dittatura e abolì i partiti politici in Bulgaria. Re Boris venne così ridotto allo stato di re fantoccio. L'anno successivo fu lo stesso Boris III a organizzare un colpo di Stato, risoltosi in modo a lui favorevole, che gli permise di riprendere il controllo del Paese e di mettere a capo del governo un esecutivo che lo sosteneva. L'ambito politico tornava così a essere appannaggio dello zar. Venne infatti reintrodotta una parvenza di governo parlamentare, che non prevedeva però la restaurazione dei partiti politici.

### Matrimonio

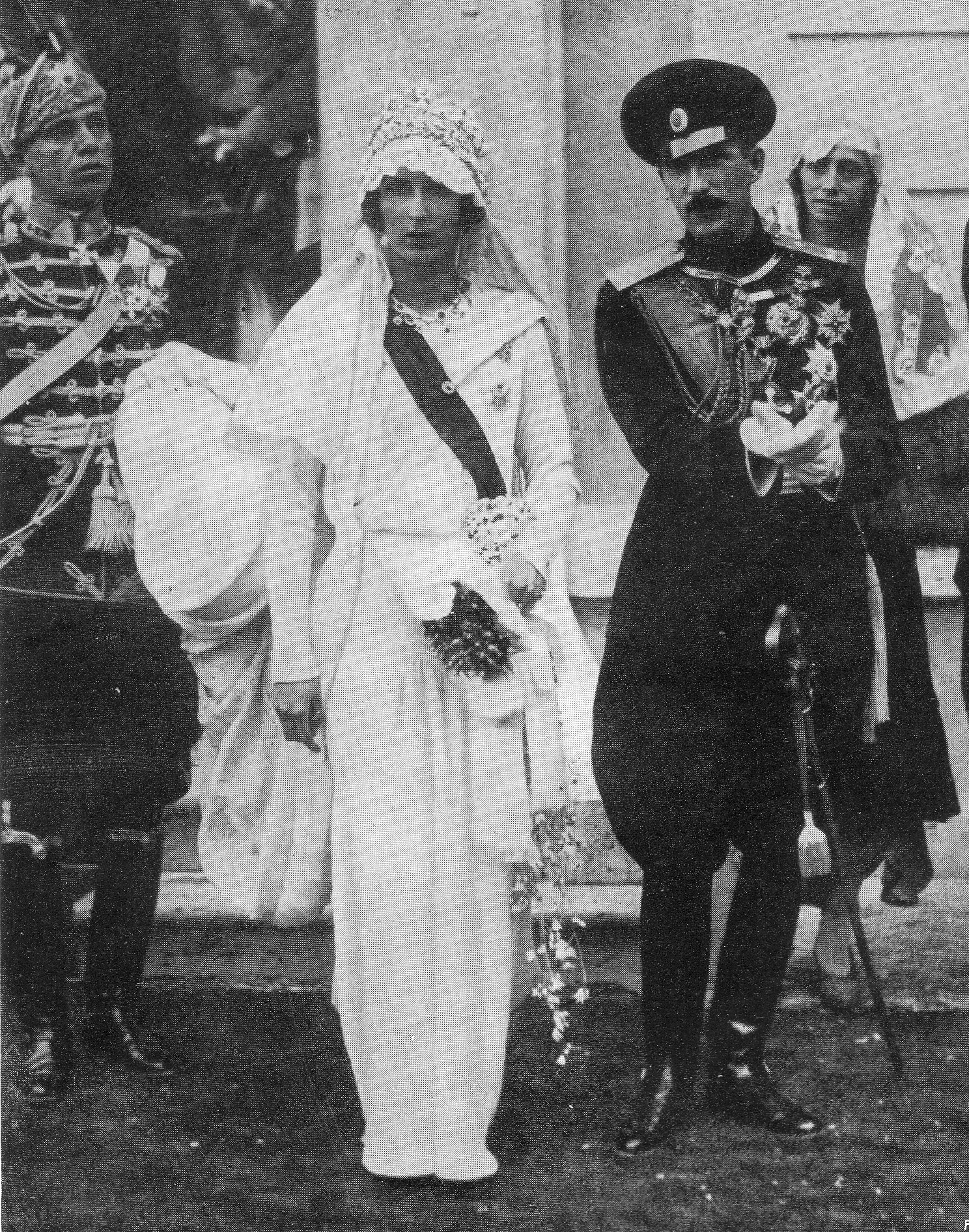
Il matrimonio tra Boris III e Giovanna di Savoia a Villa Fidelia (Spello)

Nell'ottobre del 1930 Boris sposò la principessa Giovanna di Savoia, figlia del re d'Italia Vittorio Emanuele III di Savoia, dapprima ad Assisi (alla presenza fra gli altri di Benito Mussolini) e poi con una cerimonia ortodossa a Sofia. Da questo matrimonio nacque una figlia, Maria Luisa, nel gennaio del 1933 e, nel 1937, un figlio maschio, l'erede al trono Simeone. Tra le varie cose, lo zar Boris ottenne la copertina del Time Magazine il 20 gennaio 1941, in cui apparve in piena uniforme.

### Seconda guerra mondiale

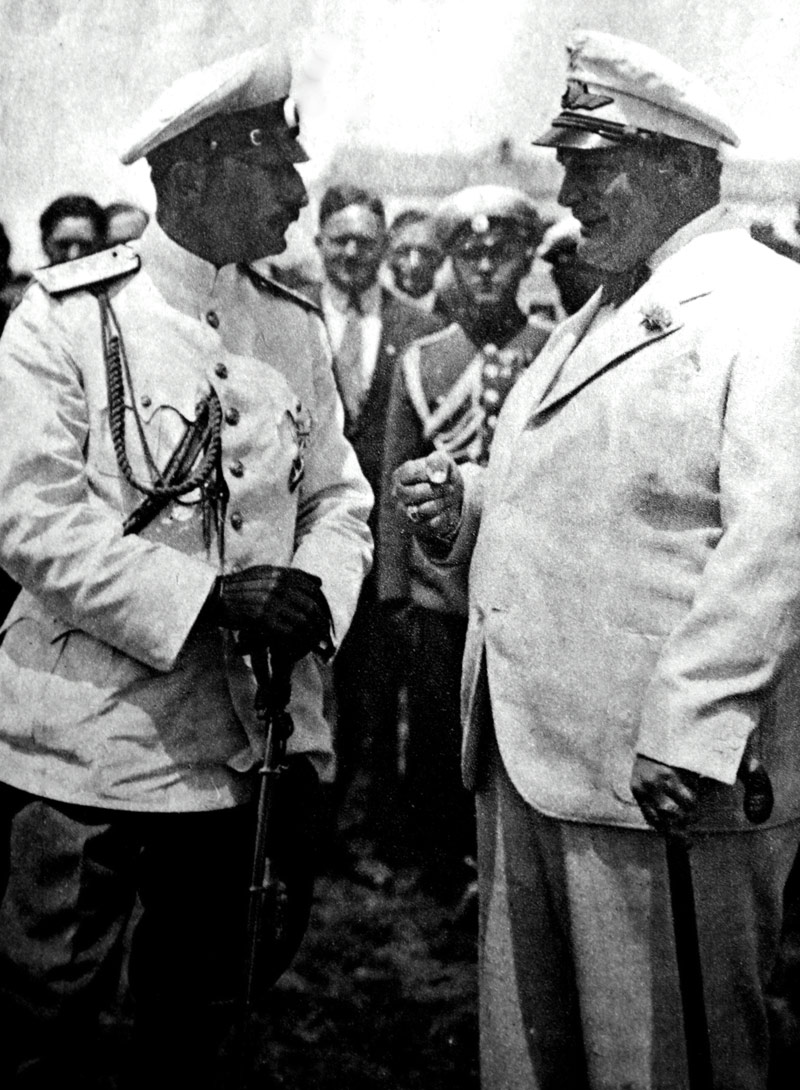
Boris III e Hermann Göring

Allo scoppio della seconda guerra mondiale la Bulgaria si dichiarò neutrale. Nonostante questo, una consistente parte dell'esecutivo indirizzò lo stato verso la politica della Germania (con la quale già la Bulgaria era stata alleata nel corso della prima guerra mondiale). Proprio grazie al tacito supporto della Germania, nel settembre 1940 Boris III riuscì a strappare la regione della Dobrugia meridionale alla Romania; nel 1941, pur riluttante, Boris III accettò di unirsi a Adolf Hitler nel secondo conflitto mondiale insieme a Italia e Giappone, nel tentativo di riprendersi la Macedonia, già assegnata alla Bulgaria durante la prima guerra balcanica, poi però persa con la seconda, a favore di Grecia e Serbia.

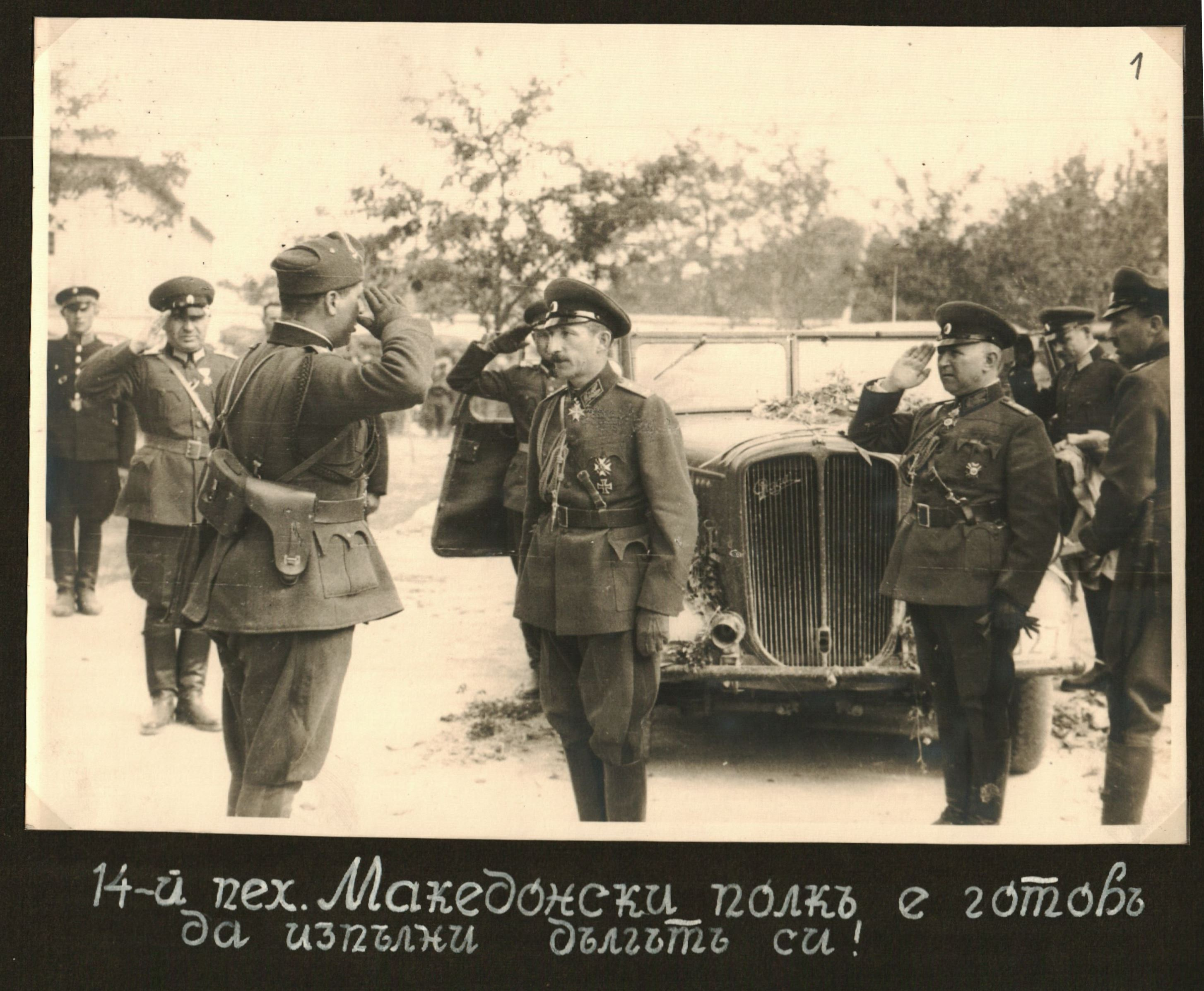
Boris tra l'aprile e il maggio del 1941

Boris non intendeva però offrire un supporto incondizionato alla Germania. Per questo motivo si oppose alla presenza di truppe tedesche in Bulgaria, lungo la ferrovia che conduceva in Grecia. Il 21 gennaio 1941 Boris firmò la Legge per la difesa della Nazione (Закон за защита на нацията – ЗЗН), un editto antisemita che il Parlamento bulgaro aveva già approvato il 24 dicembre 1940. All'inizio del 1943 gli ufficiali nazisti chiesero quindi a Boris di deportare in Polonia gli ebrei trovati in Bulgaria, ma tale richiesta provocò un enorme risentimento popolare. Il vice presidente del parlamento bulgaro Dimităr Pešev e il capo della Chiesa ortodossa bulgara, l'arcivescovo Stefan organizzarono quindi una grande manifestazione di protesta che dissuase Boris dal permettere di estradare 50.000 ebrei del suo Paese.

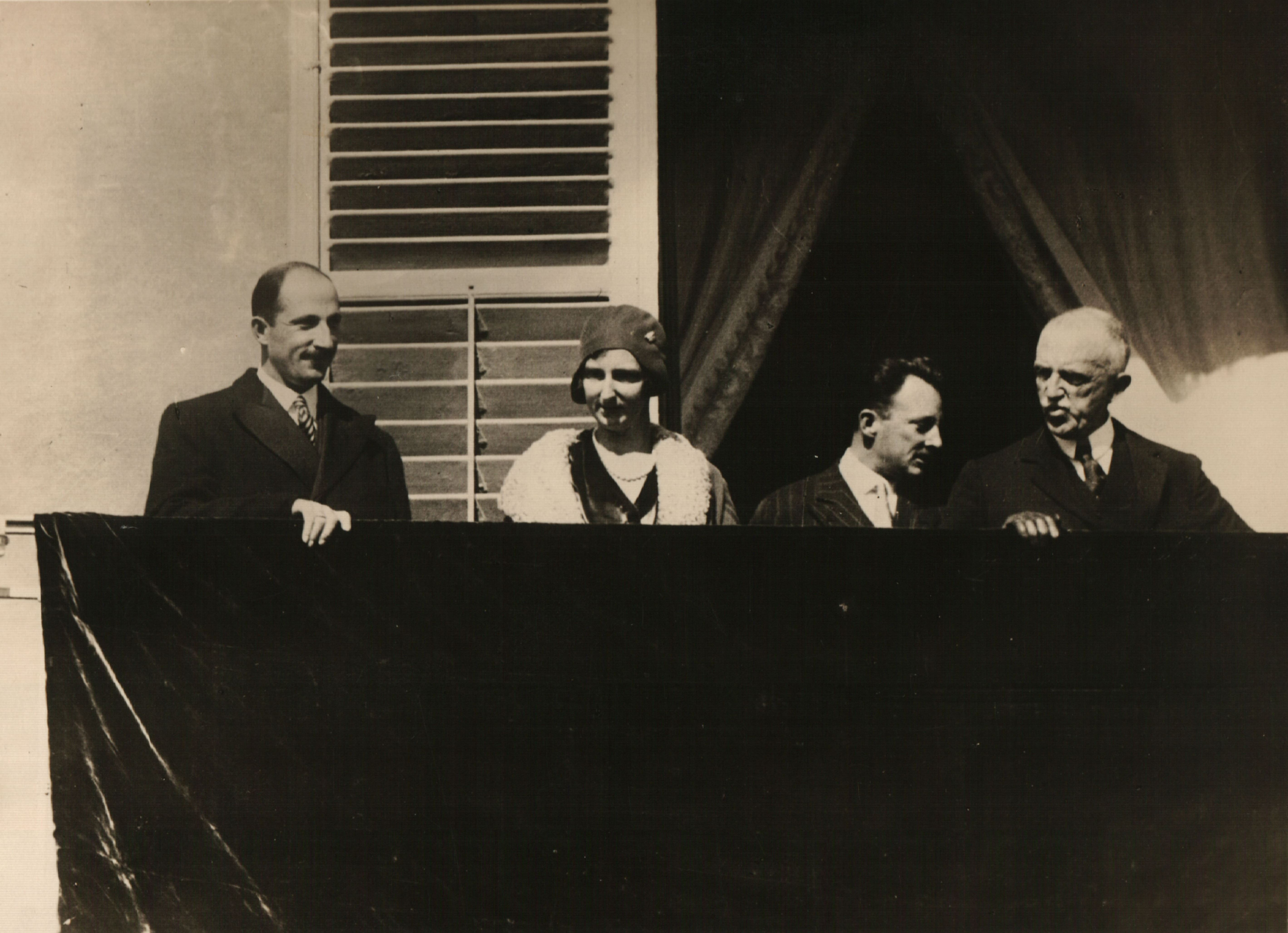
Boris col suocero Vittorio Emanuele, la moglie Giovanna e il fratello Kyril durante la seconda guerra mondiale

Inizialmente il governo bulgaro retto da Boris III gli richiese una rottura delle relazioni con la Germania per fermare tali deportazioni. Fu allora che il governo tedesco promise che, in caso di collaborazione, metà dei deportati sarebbe stata impiegata nel campo dell'agricoltura, mentre un quarto sarebbe stato impiegato come lavoratore semilibero e il rimanente quarto avrebbe avuto la possibilità di lavorare nelle industrie belliche della regione della Ruhr. Pur con queste promesse, il governo bulgaro continuò a non fidarsi del Terzo Reich e utilizzò canali diplomatici svizzeri per consentire agli ebrei bulgari di fuggire in Palestina o in Argentina. Dopo qualche tempo, tuttavia, Boris acconsentì alla richiesta tedesca di estradare 11.343 ebrei dai territori della Macedonia e della Tracia egea occupata della Bulgaria. Queste persone furono deportate nel campo di sterminio di Treblinka e nella quasi totalità assassinate.

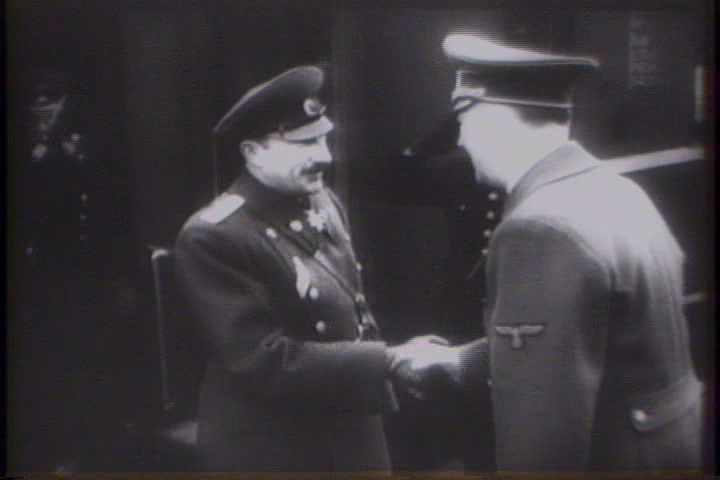
Boris di Bulgaria in compagnia di Hitler

Temendo una sollevazione popolare, Boris III si rifiutò poi di accondiscendere alle richieste della Germania nel dichiarare guerra all'Unione Sovietica. Il 9 agosto 1943 Hitler invitò Boris a uno storico e tormentato incontro a Rastenburg, nella Prussia orientale, dove lo zar Boris giunse in aeroplano da Vraždebna domenica 14 agosto. Mentre la Bulgaria aveva dichiarato guerra "simbolicamente" ai distanti Regno Unito e Stati Uniti d'America, all'incontro Boris si rifiutò ancora una volta di dichiarare guerra all'Unione Sovietica, adducendo due ragioni fondamentali: la prima era che molti bulgari avevano fortissimi sentimenti russofili, la seconda che la posizione militare e politica della Turchia nella vicenda era ancora poco chiara ed egli non poteva rischiare di essere invaso da sud. La guerra "simbolica" con gli alleati occidentali, ad ogni modo, si dimostrò un disastro per i cittadini di Sofia, in quanto la città venne bombardata pesantemente tra il 1943 e il 1944, a partire da pochi mesi dopo la morte di Boris.

### Morte

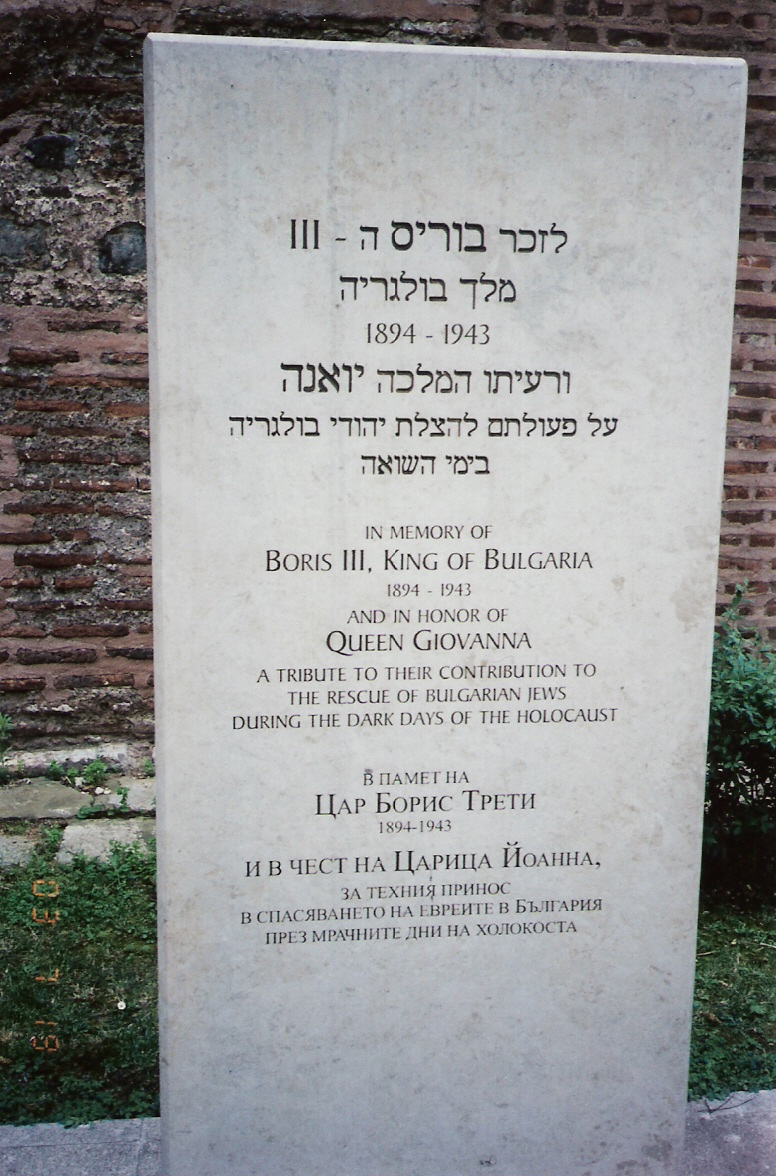
Monumento in ebraico a Sofia in onore di Boris III di Bulgaria e di Giovanna per il loro contributo ad aver salvato degli ebrei durante la seconda guerra mondiale

Tornato a Sofia dall'incontro con Hitler, re Boris III morì dopo giorni di agonia per insufficienza cardiaca, forse avvelenato per mano nazista. Secondo il diario dell'attaché a Sofia al tempo, il colonnello von Schoenebeck, i due medici tedeschi che visitarono il re dopo la morte –Sajitz e Hans Eppinger – affermarono entrambi di aver trovato nel suo corpo il medesimo veleno che il dottor Eppinger aveva già trovato due anni prima esaminando il cadavere del primo ministro greco Ioannis Metaxas, un veleno lento che poteva uccidere nel giro di settimane e che causava l'apparire di macchie scure sulla pelle della vittima prima della morte.
Secondo David Irving, invece, l'avvelenamento fu attribuito da Hitler a un complotto al quale non furono estranei Mafalda di Savoia e Filippo d'Assia. La tesi prevalente, accolta dalla stessa famiglia reale, è che Boris fu ucciso dai comunisti: la regina Giovanna, ad esempio, accetta questa versione dei fatti nelle sue memorie. Boris venne succeduto dal figlio Simeone II, di appena sei anni, sotto la reggenza di un consiglio di reggenza capeggiato dal fratello di Boris, il principe Kyril di Bulgaria.

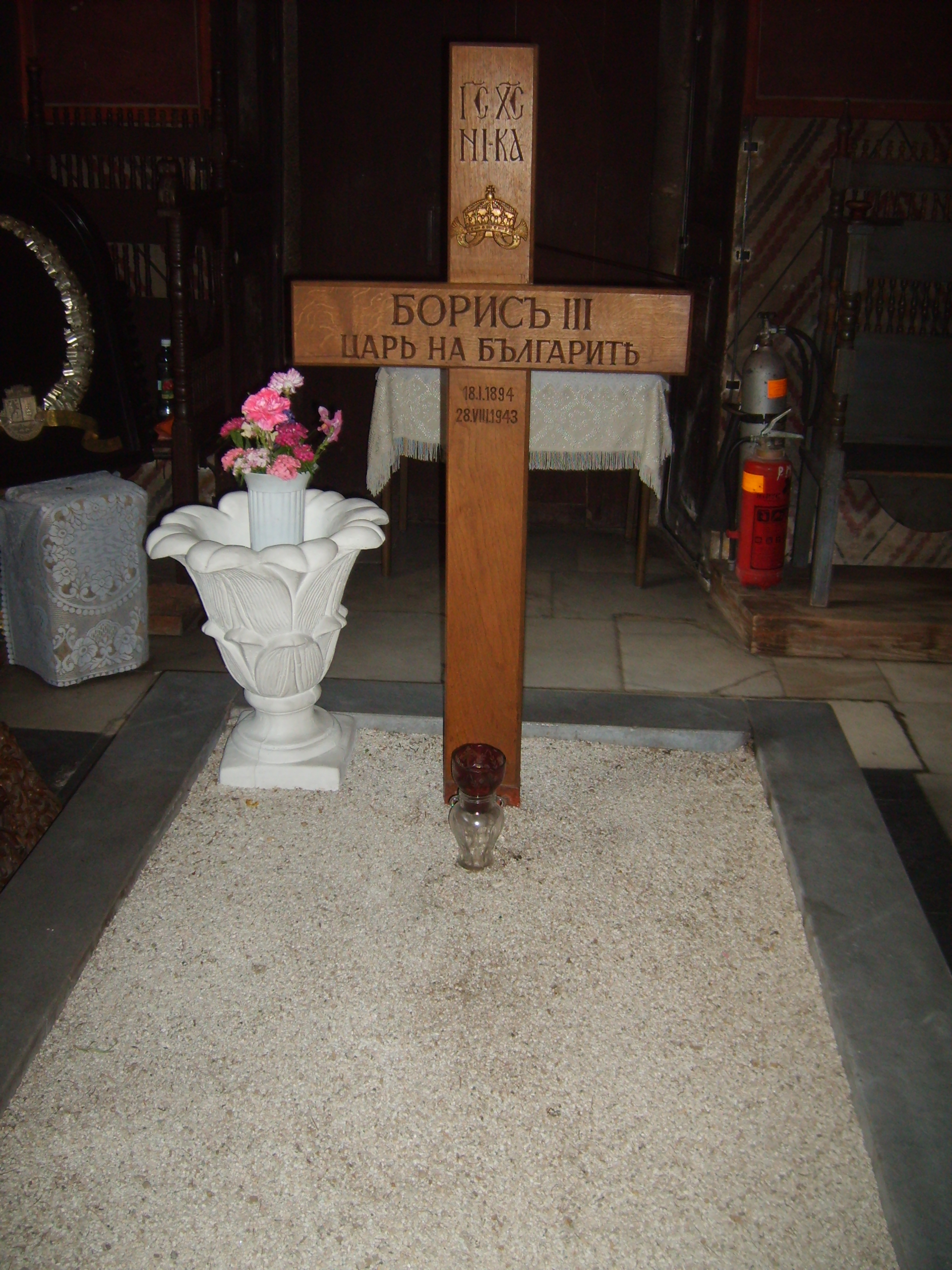
La tomba di re Boris III di Bulgaria

Dopo i funerali di Stato nella cattedrale di Aleksandr Nevskij di Sofia, il feretro di Boris III venne portato in treno tra le montagne e sepolto nel monastero di Rila il più grande della Bulgaria. Intanto, dopo aver preso il potere nel settembre del 1944, i comunisti si imposero sul governo filomonarchico e diedero disposizioni affinché il corpo del sovrano venisse esumato e sepolto segretamente nel cortile del Palazzo Vrana presso Sofia, da dove poi le sue spoglie vennero ulteriormente traslate in un luogo rimasto sconosciuto. Dopo la caduta del regime comunista, un tentativo di scavo fatto nel Palazzo Vrana portò alla luce il cuore dello zar che ivi era rimasto sepolto in un'apposita urna. Il cuore venne dunque riportato dalla vedova nel 1993 nel monastero di Rila e nuovamente inumato.
Boris III è l'unico sovrano bulgaro a essere morto e sepolto in patria.

## Discendenza
Dal matrimonio tra Boris e Giovanna di Savoia nacquero due figli:
- Principessa Maria Luisa di Bulgaria (1933);
- Simeone II (1937).

## Ascendenza
|                                    |                    |                                     | Genitori                                  |  |  | Nonni |  |  | Bisnonni                              |  |  | Trisnonni                                       |  |
|                                    |                    |                                     |                                           |  |  |       |  |  | Ferdinando di Sassonia-Coburgo-Kohary |  |  | Francesco Federico di Sassonia-Coburgo-Saalfeld |  |
|                                    |                    |                                     |                                           |  |  |       |  |  | Ferdinando di Sassonia-Coburgo-Kohary |  |  | Francesco Federico di Sassonia-Coburgo-Saalfeld |  |
|                                    |                    | Augusta di Reuss-Ebersdorf          |                                           |  |  |       |  |  | Ferdinando di Sassonia-Coburgo-Kohary |  |  |                                                 |  |
| Augusto di Sassonia-Coburgo-Kohary |                    |                                     |                                           |  |  |       |  |  | Ferdinando di Sassonia-Coburgo-Kohary |  |  |                                                 |  |
|                                    |                    | Maria Antonia di Koháry             | Ferenc József di Koháry                   |  |  |       |  |  |                                       |  |  |                                                 |  |
|                                    |                    | Maria Antonia di Koháry             | Ferenc József di Koháry                   |  |  |       |  |  |                                       |  |  |                                                 |  |
|                                    |                    | Maria Antonia di Koháry             | Maria Antonia von Waldstein zu Wartenberg |  |  |       |  |  |                                       |  |  |                                                 |  |
| Ferdinando I di Bulgaria           |                    | Maria Antonia di Koháry             |                                           |  |  |       |  |  |                                       |  |  |                                                 |  |
|                                    |                    | Luigi Filippo di Francia            | Luigi Filippo II di Borbone-Orléans       |  |  |       |  |  |                                       |  |  |                                                 |  |
|                                    |                    | Luigi Filippo di Francia            | Luigi Filippo II di Borbone-Orléans       |  |  |       |  |  |                                       |  |  |                                                 |  |
|                                    |                    | Luigi Filippo di Francia            | Luisa Maria Adelaide di Borbone           |  |  |       |  |  |                                       |  |  |                                                 |  |
| Clementina d'Orléans               |                    | Luigi Filippo di Francia            |                                           |  |  |       |  |  |                                       |  |  |                                                 |  |
|                                    |                    | Maria Amalia di Borbone-Due Sicilie | Ferdinando I delle Due Sicilie            |  |  |       |  |  |                                       |  |  |                                                 |  |
|                                    |                    | Maria Amalia di Borbone-Due Sicilie | Ferdinando I delle Due Sicilie            |  |  |       |  |  |                                       |  |  |                                                 |  |
|                                    |                    | Maria Amalia di Borbone-Due Sicilie | Maria Carolina d'Asburgo-Lorena           |  |  |       |  |  |                                       |  |  |                                                 |  |
| Boris III di Bulgaria              |                    | Maria Amalia di Borbone-Due Sicilie |                                           |  |  |       |  |  |                                       |  |  |                                                 |  |
|                                    | Carlo III di Parma | Carlo II di Parma                   |                                           |  |  |       |  |  |                                       |  |  |                                                 |  |
|                                    | Carlo III di Parma | Carlo II di Parma                   |                                           |  |  |       |  |  |                                       |  |  |                                                 |  |
|                                    | Carlo III di Parma | Maria Teresa di Savoia              |                                           |  |  |       |  |  |                                       |  |  |                                                 |  |
| Roberto I di Parma                 | Carlo III di Parma |                                     |                                           |  |  |       |  |  |                                       |  |  |                                                 |  |
|                                    |                    | Luisa Maria di Borbone-Francia      | Carlo Ferdinando di Borbone-Francia       |  |  |       |  |  |                                       |  |  |                                                 |  |
|                                    |                    | Luisa Maria di Borbone-Francia      | Carlo Ferdinando di Borbone-Francia       |  |  |       |  |  |                                       |  |  |                                                 |  |
|                                    |                    | Luisa Maria di Borbone-Francia      | Carolina di Borbone-Due Sicilie           |  |  |       |  |  |                                       |  |  |                                                 |  |
| Maria Luisa di Borbone-Parma       |                    | Luisa Maria di Borbone-Francia      |                                           |  |  |       |  |  |                                       |  |  |                                                 |  |
|                                    |                    | Ferdinando II delle Due Sicilie     | Francesco I delle Due Sicilie             |  |  |       |  |  |                                       |  |  |                                                 |  |
|                                    |                    | Ferdinando II delle Due Sicilie     | Francesco I delle Due Sicilie             |  |  |       |  |  |                                       |  |  |                                                 |  |
|                                    |                    | Ferdinando II delle Due Sicilie     | Maria Isabella di Borbone-Spagna          |  |  |       |  |  |                                       |  |  |                                                 |  |
| Maria Pia di Borbone-Due Sicilie   |                    | Ferdinando II delle Due Sicilie     |                                           |  |  |       |  |  |                                       |  |  |                                                 |  |
|                                    |                    | Maria Teresa d'Asburgo-Teschen      | Carlo d'Asburgo-Teschen                   |  |  |       |  |  |                                       |  |  |                                                 |  |
|                                    |                    | Maria Teresa d'Asburgo-Teschen      | Carlo d'Asburgo-Teschen                   |  |  |       |  |  |                                       |  |  |                                                 |  |
|                                    |                    | Maria Teresa d'Asburgo-Teschen      | Enrichetta di Nassau-Weilburg             |  |  |       |  |  |                                       |  |  |                                                 |  |
|                                    |                    | Maria Teresa d'Asburgo-Teschen      |                                           |  |  |       |  |  |                                       |  |  |                                                 |  |

## Onorificenze

### Titoli e gradi militari stranieri
- Colonnello del Reggimento di fanteria dei Balcani dell'imperatore Guglielmo II, dell'Esercito Imperiale Tedesco
- Colonnello del 22º reggimento di fanteria del duca Carlo Edoardo, dell'Esercito del Ducato di Sassonia-Coburgo-Gotha
- Colonnello del Reggimento di fanteria Azov e del 17º reggimento di fanteria del granduca Vladmir Alexandrovich, dell'Esercito Imperiale Russo

## Posizioni militari onorarie
| Forza militare                                | Unità                                                                      | Posizione  |
| --------------------------------------------- | -------------------------------------------------------------------------- | ---------- |
| Esercito bulgaro                              | 1º reggimento di fanteria principe Alessandro                              | Colonnello |
| Esercito bulgaro                              | 4º reggimento di fanteria principe Boris                                   | Colonnello |
| Esercito bulgaro                              | 6º reggimento di fanteria re Ferdinando I                                  | Colonnello |
| Esercito bulgaro                              | 8º reggimento di fanteria principessa Maria Luisa                          | Colonnello |
| Esercito bulgaro                              | 9º reggimento di fanteria principessa Clementina                           | Colonnello |
| Esercito bulgaro                              | 18º reggimento di fanteria re Ferdinando I                                 | Colonnello |
| Esercito bulgaro                              | 20º reggimento di fanteria principe Krill e principesse Eudoxia e Nadezhda | Colonnello |
| Esercito bulgaro                              | 24º reggimento di fanteria regina Eleonora                                 | Colonnello |
| Esercito bulgaro                              | 19º reggimento di fanteria principe Simeone                                | Colonnello |
| Esercito bulgaro                              | 1º reggimento di cavalleria principe Alessandro                            | Colonnello |
| Esercito bulgaro                              | 2º reggimento di cavalleria principessa Maria Luisa                        | Colonnello |
| Esercito bulgaro                              | 10º reggimento di cavalleria regina Giovanna                               | Colonnello |
| Esercito bulgaro                              | 3º reggimento di cavalleria principe Simeone                               | Colonnello |
| Esercito bulgaro                              | 4º reggimento di artiglieria re Ferdinando I                               | Colonnello |
| Esercito bulgaro                              | Reggimento della guardia del corpo del re                                  | Colonnello |
| Esercito bulgaro                              | Reggimento di marina del re                                                | Colonnello |
| Esercito bulgaro                              | 1º reggimento di artiglieria principe Simeone                              | Colonnello |
| Esercito tedesco                              | Reggimento di fanteria dei Balcani dell'imperatore Guglielmo II            | Colonnello |
| Esercito del Ducato di Sassonia-Coburgo-Gotha | 22º reggimento di fanteria del duca Carlo Edoardo                          | Colonnello |
| Esercito russo                                | 17º reggimento di fanteria del granduca Vladmir Alexandrovich              | Colonnello |
| Esercito russo                                | Reggimento di fanteria Azov                                                | Colonnello |